# Torneo Regional Federal Amateur
O Torneo Regional Federal Amateur é um campeonato de futebol da Argentina, é organizado pelo Consejo Federal (Conselho Federal), órgão interno da Associação do Futebol Argentino (AFA), que congrega os clubes filiados indiretamente à AFA provenientes das ligas regionais. Junto com o campeonato da Primera C (para clubes diretamente filiados à AFA), é uma das duas ligas que compõem a quarta divisão (quarto nível/quarta categoria) do futebol argentino. 
O certame foi criado como substituto do Torneo Federal B e Torneo Federal C. Sua primeira edição ocorreu em 2019.

## Organização
A organização do Torneo Regional Federal Amateur é supervisionada pelo Conselho Federal (“Consejo Federal”), um departamento dentro da Associação de Futebol Argentino (AFA). Assim, os times que participam desse torneio são considerados indiretamente filiados à entidade do futebol argentino, já que não são membros da entidade, mas sim de ligas regionais que, por sua vez, são filiadas ao CFFA.

## Objetivos
O torneio tem como principal objetivo, conceder a 4 (quatro) clubes oriundos das ligas regionais o acesso ao campeonato imediatamente superior, ou seja, o Torneo Federal A (terceira divisão regionalizada) da temporada seguinte.

## Participantes

### Primeira edição (2019)
O Torneo Regional Federal Amateur de 2019 foi disputado por 241 clubes. Entre eles, temos a participarão dos ganhadores das vagas de cada liga regional, aos quais foram adicionados: os 16 campeões do Torneio Federal C de 2018, os outros 16 finalistas do Torneio Federal C de 2018, os 8 rebaixados do Torneio Federal A de 2017–18, e 139 dos 140 clubes do Torneio Federal B de 2017.

## Forma e sistema de disputa

### Edição de 2019
A competição conta com 2 (duas) etapas: a primeira etapa é dividida em rodadas qualificatórias e eliminatórias; nas rodadas qualificatórias há uma divisão em 8 (oito) regiões com base em critérios geográficos, que por sua vez, são subdivididas em zonas de 6 (seis) a 8 (oito) equipes e disputada pelos pontos corridos em turno e returno (ida e volta); já as rodadas eliminatórias são disputadas pelos clubes classificados das zonas, que se enfrentarão (dentro de cada região) num "mata-mata" em partidas de ida e volta, com base em critérios geográficos, e os vencedores de cada uma das 8 (oito) regiões avançam para a etapa final. Na última etapa, os ganhadores de cadas uma das 8 (oito) regiões se enfrentam em 4 (quatro) finais, com base em critérios geográficos, em partidas de ida e volta. Os vencedores das partidas serão declarados campeões e promovidos para o Torneo Federal A do próximo ciclo.

## Campeões

### Por edição
| Edição | Edição  | Campeões                                |
| ------ | ------- | --------------------------------------- |
| I      | 2019    | Central Norte (S)                       |
| I      | 2019    | Círculo Deportivo                       |
| I      | 2019    | Güemes (SdE)                            |
| I      | 2019    | Peñarol (C)                             |
| -      | 2020    | Cancelado devido a pandemia de Covid-19 |
| II     | 2020-21 | Racing (C)                              |
| II     | 2020-21 | Gimnasia y Tiro (S)                     |
| II     | 2020-21 | Independiente de Chivilcoy              |
| II     | 2020-21 | Ciudad de Bolivar                       |
| III    | 2021-22 | Argentino de Monte Maíz                 |
| III    | 2021-22 | Liniers (BB)                            |
| III    | 2021-22 | Atlético Paraná                         |
| III    | 2021-22 | Juventud Antoniana                      |
| IV     | 2022-23 | 9 de Julio (R)                          |
| IV     | 2022-23 | Atenas (RC)                             |
| IV     | 2022-23 | El Linqueño                             |
| IV     | 2022-23 | Germinal                                |
| IV     | 2022-23 | San Martín (M)                          |
| IV     | 2022-23 | Sol de América (F)                      |
| V      | 2023-24 | Deportivo Camioneros                    |
| V      | 2023-24 | Deportivo Rincón                        |
| V      | 2023-24 | Gutiérrez SC                            |
| V      | 2023-24 | Kimberley                               |
| V      | 2023-24 | Sarmiento (LB)                          |
| VI     | 2024-25 | Em disputa                              |

### Times promovidos
| Equipes                    | Promoções | Edições |
| -------------------------- | --------- | ------- |
| Central Norte (S)          | 1         | 2019    |
| Círculo Deportivo          | 1         | 2019    |
| Güemes (SdE)               | 1         | 2019    |
| Peñarol (C)                | 1         | 2019    |
| Racing (C)                 | 1         | 2020-21 |
| Gimnasia y Tiro (S)        | 1         | 2020-21 |
| Independiente de Chivilcoy | 1         | 2020-21 |
| Ciudad de Bolivar          | 1         | 2020-21 |
| Argentino de Monte Maíz    | 1         | 2021-22 |
| Liniers (BB)               | 1         | 2021-22 |
| Atlético Paraná            | 1         | 2021-22 |
| Juventud Antoniana         | 1         | 2021-22 |
| 9 de Julio (R)             | 1         | 2022-23 |
| Atenas (RC)                | 1         | 2022-23 |
| El Linqueño                | 1         | 2022-23 |
| Germinal                   | 1         | 2022-23 |
| San Martín (M)             | 1         | 2022-23 |
| Sol de América (F)         | 1         | 2022-23 |
| Deportivo Camioneros       | 1         | 2023-24 |
| Deportivo Rincón           | 1         | 2023-24 |
| Gutiérrez SC               | 1         | 2023-24 |
| Kimberley                  | 1         | 2023-24 |
| Sarmiento (LB)             | 1         | 2023-24 |